# 受動的話者
受動的話者（じゅどうてきはなしゃ、英語: passive speaker、receptive bilingualまたはpassive bilingualr）とは、幼少期に特定の言語に十分な接触を持ったことで、その言語を母語話者と同等のレベルで理解できる一方で、話す能力がほとんどない、または全くない話者を指す。受動的流暢性（パッシブ・フルエンシー）は、後に受動言語となるある言語を家庭などで聞いて育ち、別の言語（後に能動的言語となる）で教育を受けることによって生じることが多い。
このような話者は、言語交替が進むコミュニティの人々の間で特によく見られる。例えば、アイヌ語話者の約10%が受動的話者とされている。受動的話者は言語復興の取り組みにおいて重要な対象とされることが多く、完全な初心者よりも比較的短期間で能動的かつ母語に近い話し手へと成長できる可能性が高いためである。また、家庭外で別の言語を日常的に耳にしながら、正式な教育を受けないまま育った地域にもこのような話者は存在する。

## バイリンガルに対する認識
この現象を指す一般的な用語としては「受動的バイリンガリズム（passive bilingualism）」がある。フランソワ・グロジャンは、バイリンガルと見なされるためには全ての言語において等しい能力を持たねばならないという「単言語バイアス」が存在すると指摘している。その一方で、すべての言語において均等な能力を持つ「バランス・バイリンガル」は非常に稀である。バイリンガルとしての流暢さは使用域ごとに異なり、言語がどの状況で使用されるかに依存している 。つまり、話者自身が自らの受動言語における流暢性を認識していない場合もあるが、その背景には言語以外の社会的要因が存在する。